# Melinda Doolittle
Melinda Doolittle (St. Louis, 1977. október 6. −) amerikai énekesnő. Az American Idol hatodik évadának harmadik helyezettje volt. Mielőtt az American Idolban szerepelt. Akkor már profi háttérénekesnőként dolgozott, többek között Michael McDonald, Kirk Franklin, Aaron Neville,  BeBe & CeCe Winans, az Alabama együttes, Jonny Lang, Vanessa Bell Armstrong és mások mellett.

## Pályafutása
Doolittle jelentkezett az American Idolra. Elment Memphisbe néhány meghallgatásra jelentkező barátjával, és szórakozásból jelentkeznek. Elénekelte a „For Once in My Life” című Stevie Wonder-dalt. A meghallgatás mindhárom zsűritagtól pozitív visszajelzést kapott, bár aggodalmukat fejezték ki a lány idegessége miatt.
Doolittle-nek sikerült bejutnia a Top 24-be, akik már országos televízióban léptek fel. Első adásba került fellépése során jól értékelték Aretha Franklin „Sweet Sweet Baby (Since You've Been Gone)” című dalának előadásáért. A következő héten Doolittle egy újabb sikert aratott produkált a „My Funny Valentine” című dallal. A bírák szerint ez kétségtelenül az este legjobb vokális előadása volt.
2007. március 8-án Doolittle bekerült a legjobb 12-be. 2007. május 16-án a harmadik helyen végzett. Simon Cowell később kijelentette, hogy szerinte Doolittle-nek kellett volna nyernie.

## Albumok
- 2009: Coming Back to You

### Kislemezek
- 2008: My Funny Valentine
- 2009: It's Your Love
- 2013: Never Giving Up

## Díjak
- 2007: az American Idol hatodik évadának harmadik helyezettje